# Mustelus whitneyi
 Mustelus whitneyi  — донный вид хрящевых рыб рода обыкновенных куньих акул семейства куньих акул отряда кархаринообразных. Обитает в умеренных водах в юго-восточной части Тихого океана. Размножается живорождением. Максимальная зафиксированная длина 95 см. Опасности для человека не представляет. Имеет незначительное коммерческое значение.

## Таксономия
Впервые вид научно описан в 1973 году. Голотип представляет собой взрослого самца длиной 64,5 см, пойманного недалеко от Пайты, Перу.

## Ареал
Mustelus whitneyi обитают юго-восточной части Тихого океана у берегов Перу и Чили на континентальном шельфе. Эти донные акулы встречаются на глубине от 16 до 211 м, но чаще всего от 70 до 100 м. Они предпочитают каменистое дно и держатся вблизи островов.

## Описание
У Mustelus whitneyi удлинённая голова и плотное, почти горбатое тело. Расстояние от кончика морды до основания грудных плавников составляет от 20 % до 24 % от общей длины тела. Морда слегка вытянутая и тупая. Расстояние между ноздрями очень большое и составляет 5,6—6,7 % от длины тела. Овальные крупные глаза вытянуты по горизонтали. Позади глаз имеются расположены дыхальца. По углам рта имеются губные борозды. Верхние борозды существенно длиннее нижних. Рот превышает длину глазу и составляет 2—3,1 % от длины тела. Остроконечные зубы асимметричны, с небольшим центральным остриём, латеральные зубцы имеются только у очень молодых акул. Щёчно-глоточные зубчики покрывают кончик языка и переднюю часть глотки. Расстояние между спинными плавниками составляет 16—21 % от длины тела. Грудные плавники крупные, длина переднего края составляет 14—17 %, а заднего края 11—14 % от общей длины соответственно. Длина переднего края брюшных плавников составляет 7,1—9,4 % от общей длины тела. Высота анального плавника равна 2,3—3,8 % от общей длины. Первый спинной плавник больше второго спинного плавника. Его основание расположено между основаниями грудных и брюшных плавников. Основание второго спинного плавника начинается перед основанием анального плавника. Анальный плавник меньше обоих спинных плавников. У края верхней лопасти хвостового плавника имеется вентральная выемка. Хвостовой плавник вытянут почти горизонтально. Окрас серый или серо-коричневый без отметин. Брюхо светлое.

## Биология
Mustelus whitneyi размножаются живорождением. Самцы и самки достигают половой зрелости при длине 68 см и 74—87 см, соответственно. В помёте от 5 до 10 новорожденных. Длина новорожденных около 25 см. Рацион состоит в основном из донных ракообразных и небольших костистых рыб. Максимальная зафиксированная длина 95 см.

## Взаимодействие с человеком
Вид не представляет опасности для человека. В качестве прилова попадает в коммерческие рыболовные сети. В Перу с 1966 по 1989 уловы этого вида акул были достаточно высоки, в среднем 11 276 тонн в год, пик пришёлся на 1984 год и составил 25 000 тонн. С 1990 по 2004 год наблюдалось существенное снижение уловов, которые составляли в среднем 4806 тонн в год. Резкое снижение добычи в 1990-х годах между двумя периодами относительной стабильности представляется нетипичной реакцией на перелов, а это говорит о том, что объём улова не может быть хорошим показателем численности. Однако уменьшение популяции привело к тому, что Mustelus whitneyi перестали быть целевым объектом промысла. Введение в 2001 году ограничения на размер добываемых акул (60 см) тоже могло сократить добычу. Международный союз охраны природы присвоил этому виду статус «Уязвимый».